# Tour de télévision du Guangdong
 (février 2015).
Si vous disposez d'ouvrages ou d'articles de référence ou si vous connaissez des sites web de qualité traitant du thème abordé ici, merci de compléter l'article en donnant les références utiles à sa vérifiabilité et en les liant à la section « Notes et références ».
La Tour de télévision du Guangdong (chinois simplifié : 广东电视塔 : pinyin : Guǎngdōng diànshì tǎ), également surnommée Tour de télévision du mont Yexiu (越秀山电视塔/Yuèxiù shān diànshì tǎ) est une tour d'acier mesurant 200 mètres et situé au sommet du mont Yuexiu (越秀山) dans le parc Yuexiu (越秀园), lui permettant ainsi de culminer à 250 mètres,
Cette tour fu construite en 1955 et officiellement ouverte en 1965. De l'autre côté de la route Huanshi Est, se situe la Tour de télévision de Canton, mesurant 250 mètres.
Une nouvelle tour de 600 mètres, inaugurée en 2010 pour les Jeux olympiques asiatiques, permet d’étendre la portée des émissions radio de la ville.